# Castillo de Ekenäs

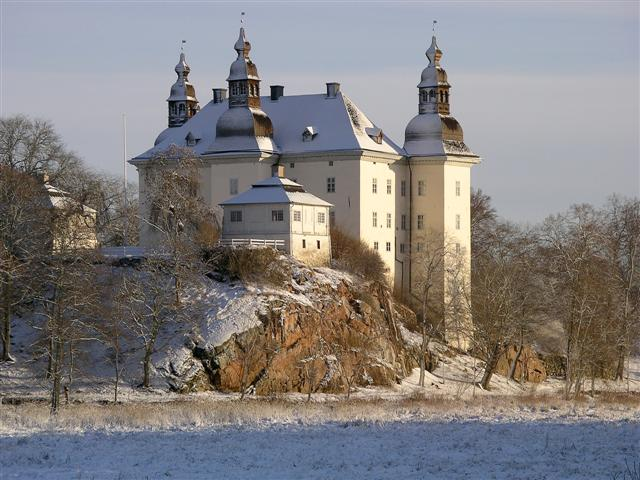
Invierno en el Castillo de Ekenäs, vista desde el norte.

El castillo de Ekenäs  es un castillo de Suecia que se encuentra a las afueras de Linköping, en la municipalidad Linköping, en Östergötland. El castillo actual fue construido en el siglo XVII sobre la parte superior de los cimientos de una fortaleza medieval del siglo XIV. El lago que rodea la colina del castillo, creó una defensa natural. Sin embargo, este fue drenado en el siglo XIX para crear más tierras cultivables en la zona.
Es, y siempre ha sido, un castillo de propiedad privada. Aunque los visitantes son bienvenidos todo el año, el castillo está abierto sólo durante el verano. Varios torneos de justas y el festival medieval se han celebrado aquí en los meses de mayo/junio de cada año desde 1993.